# خوچیچا ماوا
خوچیچا مأوا (به لهستانی:  Chocicza Mała) یک روستا در لهستان است که در گمینا وژشنگا واقع شده‌است.